# ТЕС Паркестон
ТЕС Паркестон — теплова електростанція на заході Австралії.
Електростанцію спорудили з метою забезпечення підприємств золотодобувної промисловості в регіоні Калгурлі. У 1996 році на майданчику ТЕС стали до ладу три встановлені на роботу у відкритому циклі газові турбіни потужністю по 37 МВт. Вони належали до розробленого General Electric типу LM6000PA, але були виготовлені за ліцензією японською IHI.
Як паливо використовують природний газ, що надходить трубопроводом Ярралула – Есперанс.
Видача продукції відбувається під напругою 33 кВ.